# Calathostreptus fluminensis
Calathostreptus fluminensis är en mångfotingart som beskrevs av Christoph D. Schubart 1959. Calathostreptus fluminensis ingår i släktet Calathostreptus och familjen Spirostreptidae. Inga underarter finns listade i Catalogue of Life.